# Шукайло Людмила Федорівна
Людми́ла Фе́дорівна Шука́йло (26 грудня 1942, м. Верхня Салда, Свердловської обл., Росія) — український композитор, піаністка, педагог. Заслужений діяч мистецтв України (1999).

## Біографія
Батько - інженер, мати - співачка оперного театру. У 1961 році закінчила Харківську музичну десятирічку за двома фахами: фортепіано (клас Р.С.Горовиць) та композиції (клас Л.М.Булгакова). У 1966 р. закінчила Харківський інститут мистецтв одночасно за двома факультетами: композиторський (клас заслуженого діяча мистецтв України В.Нахабіна) та фортепіанний (клас професора А.Лунца).
Людмила Шукайло - автор багатьох симфонічних та камерних творів. Особливе місце у творчості композитора займає фортепіанна музика. Людмила Шукайло не тільки яскравий композитор, а ще й прекрасний виконавець, що дозволяє автору переконливо втілювати образний зміст її творів у досконалих засобах фортепіанної виразності.
Твори Л.Шукайло мають яскраву національну забарвленість у поєднанні з сучасною композиторською технікою. Не випадково, що її твори для фортепіано були обов'язковими для учасників I, II та III Міжнародних конкурсів юних піаністів Володимира Крайнева.
Твори Л.Шукайло зайняли чільне місце у репертуарі багатьох хорових колективів, музичних шкіл, училищ та вищих навчальних закладів. У Фонді Національного Радіо є записи творів композитора.
З 1965 року викладає композицію та музично-теоретичні дисципліни у Харківський середній музичній школі - інтернаті. Понад 20 учнів класу композиції Л.Шукайло одержали звання лауреатів Всеукраїнських та Міжнародних конкурсів юних композиторів. Серед учнів: Леонід Десятников, Олександр Щетинський, Даніїл Крамер, Олександр Ґуґель, Павло Яровинський, Олена Домашева, Ольга Вікторова.
Член Національної спілки композиторів України.

## Нагороди, звання
- Медаль «За трудову доблесть» (1986)
- Заслужений діяч мистецтв України (1999)
- Регіональний рейтинг «Харків'янин року» (2001)
- Муніципальна премія ім. С. С. Богатирьова (2005)
- Премія ім. В. Косенка (2010)

## Твори
«Симфонічні варіації», концерт для фортепіано з оркестром, концертіно для скрипки й камерної оркестри, прелюдії, інтермеццо й токата для фортепіано, партита для фортепіано, квартет, обробки народних пісень, «Пісні — картинки» для дітей, «Токката-Кампана», «Скерцо».